# 木村銀治郎
木村 銀治郎（きむら ぎんじろう）は、大相撲の行司名跡の一つである。

## 解説
この行司名跡は、峰崎部屋で継承される名跡である。
1877年（明治10年）1月場所で桐山部屋から初土俵を踏んだ行司が初代。初代の本名に由来する名前だった。「銀次郎」、「銀二郎」を名乗った時期もある。初代銀治郎は入門後に年寄初代峰崎の養子となっており、初代峰崎が1885年（明治18年）11月28日に死去した後に二枚鑑札で年寄2代峰崎を襲名。1887年（明治20年）1月場所で幕内格に昇進したが、1899年（明治32年）1月場所中に現役引退し、年寄専務となった。
その後は、2代峰崎が興した峰崎部屋に所属していた木村治郎が、峰崎没後の1924年（大正13年）5月場所から2代目を襲名したが、1930年（昭和5年）に十両格で現役没。その後は長らく襲名者がいなかった。
この名跡が復活したのは2014年（平成26年）11月場所で、1988年（昭和63年）に66年ぶりに復興した峰崎部屋に所属し、この場所から幕内格に昇進した木村堅治郎が3代目を襲名。84年ぶりの復活となった。峰崎部屋の弟子としてこのまま銀治郎の名跡を埋もれさせてはいけないと考えた堅治郎が、自ら襲名を願い出て実現したものだった。
しかし2025年（令和7年）6月9日、3代目は力士会で集めた金を使い込んだとして懲戒解雇になった。